# Kaufoption

Wert eines Calls bei Fälligkeit abzüglich dessen Preis

Eine Kaufoption (englisch call option, deshalb auch die Bezeichnungen Call-Option, Vanilla Call oder kurz Call) ist im Finanzwesen eine der beiden grundlegenden Varianten einer Option. Der Inhaber einer Kaufoption hat das Recht, aber nicht die Pflicht, das vertraglich bestimmte Gut (den Basiswert) zu einem im Voraus vereinbarten Preis (dem Ausübungspreis) in einer im Voraus vereinbarten Menge zum Ausübungszeitpunkt zu kaufen.

## Allgemeines
Kann der Käufer sein Recht nur am Laufzeitende der Option ausüben, spricht man von einer europäischen Option. Kann er hingegen sein Recht zu einem beliebigen Zeitpunkt während der Optionslaufzeit ausüben, spricht man von einer amerikanischen Option. Der Käufer wird sein Recht im Normalfall nur dann ausüben, wenn der Preis des Basiswertes über dem Ausübungspreis liegt.
Der Verkäufer der Kaufoption ist zur Lieferung des Basiswertes verpflichtet; für diese Verpflichtung erhält er die Optionsprämie vom Käufer der Option.
In der Praxis allerdings wird der Basiswert bei Ausübung der Option meist nicht geliefert. Stattdessen findet ein Barausgleich statt, indem der Verkäufer der Kaufoption dem Käufer die Differenz zwischen dem Marktpreis des Basiswertes zum Ausübungszeitpunkt und dem Ausübungspreis bezahlt. Ob bei Ausübung ein Barausgleich stattfindet oder ob der Basiswert geliefert wird, wird bereits bei Vertragsabschluss festgelegt.

## Beispiel eines Absicherungsgeschäfts
Ein Getreidehändler plant den Kauf von 10 Tonnen Weizen zur zukünftigen Erntezeit. Er will sich dagegen absichern, dass bis dahin der Weizenpreis über 200 € pro Tonne steigt. Also kauft er eine Kaufoption auf 10 Tonnen Weizen zu je 200 €. Sollte bis zur Erntezeit der Preis des Basiswertes (hier Weizen) bei 250 € je Tonne Weizen liegen, also über dem Ausübungspreis (hier 200 €), dann muss der Verkäufer der Option dem Händler 10 Tonnen Weizen zu je 200 € verkaufen. Alternativ kann der Händler die 10 Tonnen Weizen auch auf dem Markt für 250 € je Tonne kaufen. Der Verkäufer der Option erstattet dem Händler dann (250 € − 200 €) · 10 = 500 €. Der Getreidehändler hat sich durch die Zahlung einer Optionsprämie gegen einen Getreidepreisanstieg abgesichert. 
Grundsätzlich können solche Geschäfte zwischen zwei beliebigen Parteien abgeschlossen werden, ohne jeden eigenen persönlichen Bezug zum Basiswert, hier Getreide.

## Long-Call-Position

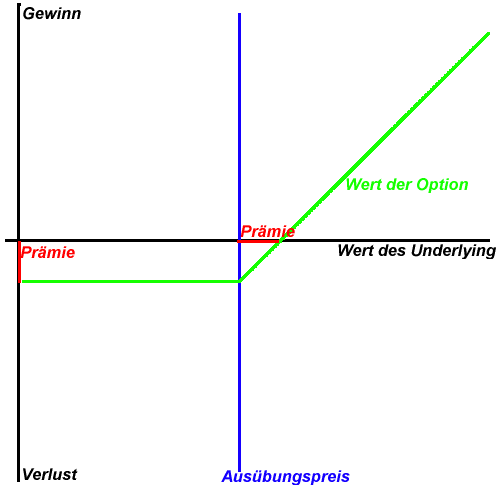
Gewinn- und Verlustdiagramm zur Long-Call-Position

Der Käufer einer Call-Option ist in der so genannten Long-Call-Position (Recht zum Kauf). Er zahlt für dieses Recht die Optionsprämie (roter Abschnitt im Diagramm).
Ist der Preis des Basiswertes über dem Ausübungspreis, so liegt die Option im Geld (in the money). 
Am Tag der Ausübung hat die Option einen inneren Wert, wenn der Preis des Basiswertes über dem Ausübungspreis liegt. Für den Inhaber des Call war das Geschäft aber nur für den Fall ein Gewinn, wenn der Preis des Basiswertes so weit über dem Ausübungspreis liegt, dass auch die Optionsprämie kompensiert wird, d. h. die grüne Linie im nebenstehenden Diagramm in der Gewinnzone liegt.
Ist am Tag der Ausübung der Option der Wert des Basiswertes unter dem Ausübungspreis, so ist für den Käufer die gesamte Prämie verloren. Da theoretisch der Wert des Basiswertes ins Unendliche wachsen kann, ist auch die Gewinnchance der darauf basierenden Option theoretisch unendlich.
So ist der Verlust des Käufers einer Call-Option auf die Höhe der Prämie beschränkt, sein Gewinn kann jedoch theoretisch unendlich hoch sein.

## Short-Call-Position

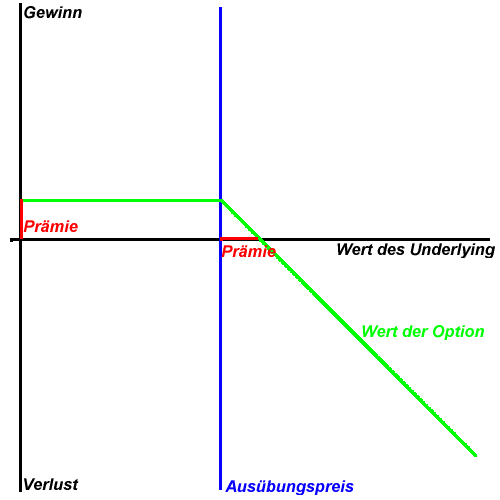
Gewinn- und Verlustdiagramm zur Short-Call-Position

Der Verkäufer (Stillhalter) einer Kaufoption ist in der sogenannten Short-Call-Position (Pflicht zum Verkauf).
Sein Gewinn/Verlust ist genau die Kehrseite der Long-Call-Position: Die Optionsprämie kassiert der Verkäufer der Option in jedem Fall. Mehr als den Gewinn der Optionsprämie kann der Verkäufer aber nicht erzielen.
Jedoch ist der Verlust der Short-Call-Position theoretisch unbeschränkt, da der Kurs des Basiswerts nicht nach oben beschränkt ist, der Stillhalter sich aber zum Verkauf zum Ausübungspreis verpflichtet hat.

## Zero-Strike-Call
Ein Zero-Strike-Call (oder Zero-Call oder Standard Tracker) ist eine Call-Option mit Basispreis 0 des referenzierten Basiswerts. Im Gegensatz zum Investment in eine Aktie erhält der Investor keine Dividende. Bei Zero-Strike-Calls auf Indizes kann dies anders sein, da diverse Indizes die Dividende oder Zinsen beinhalten. Ein weiterer Unterschied zum Direktinvestment in eine Aktie ist die Begrenzung der Laufzeit, die eine Call-Option per se impliziert.
Ein Zero-Strike-Call kann auf mehrere Arten konstruiert werden:
- Der Verkäufer (oder Emittent) des Zero-Strike-Calls hält den Basiswert und spekuliert damit auf steigende Dividendenzahlungen. Die positive Veränderung der Dividendenzahlung kann er sich dann als Gewinn einstreichen.
- Der Verkäufer (oder Emittent) des Zero-Strike-Calls kauft und verkauft Call-Optionen mit unterschiedlichem Hebel. Mit dem verbleibenden Geld kauft er sich eine Nullkuponanleihe. Bei dieser Konstruktion hat die gekaufte Call-Option einen um mindestens 1 höheren Hebel als die verkaufte Call-Option (vgl. Discount-Calls).

## Strategien mit Calls
- Straddle, Gedeckte Kaufoption, Butterfly, Hausse-Spread, Baisse-Spread